# Eddy Ellwood
Eddy Ellwood, właściwie Edmund Ellwood (ur. 30 marca 1964 w Hartlepool) – angielski kulturysta i strongman.

## Życiorys
Urodził się w Hartlepool, a wychowywał we wsi Horden, na wschód od Durham. Ma siostrę Gillian oraz braci: Karla i Sama. Karl Ellwood również jest kulturystą. W roku 1980 ukończył szkołę Yohden Hall Comprehensive w Durham, a w 1984 uczelnię wyższą, Hartlepool College of Further Education w Hartlepool.
Jako nastolatek, przez okres około siedmiu lat, uprawiał boks. Po ukończeniu dziewiętnastego roku życia zaczął zajmować się kulturystyką.
Pięciokrotnie zdobywał tytuł Mister Universe (Pro), w latach 1997, 1998, 1999, 2000 i 2001. Pobił rekord ustanowiony przez Arnolda Schwarzeneggera, który nagradzany był tym laurem cztery razy. W 2007 roku wyróżniono go Oscar Heidenstam Foundation Hall of Fame, która przyznawana jest wybitnie zasłużonym kulturystom.
Wziął udział w indywidualnych Mistrzostwach Świata Strongman 2003, jednak nie zakwalifikował się do finału. W Drużynowych Mistrzostwach Świata Strongman 2006 również nie zakwalifikował się do finału.
Właściciel siłowni Xtreme Fitness, położonej w Hartlepool. Zamieszkuje Durham. Pierwszy z jego synów, Jake, uprawia rugby, a drugi, Ethan, jest kulturystą. Ma też syna Maksa. Trenuje młodszych kulturystów; współpracował między innymi z Lukasem Gabrisem.

## Warunki fizyczne
- wzrost: 185 cm
- waga w sezonie zmagań sportowych: 115 kg[6]
- waga poza sezonem zmagań sportowych: 144 kg
- obwód bicepsa: 54 cm
- obwód klatki piersiowej: 138 cm

Rekordy życiowe:
- przysiad: 350 kg
- wyciskanie: 270 kg
- martwy ciąg: 405 kg

## Osiągnięcia strongman
- 2003
  - 1. miejsce – Mistrzostwa Anglii Strongman
- 2004
  - 1. miejsce – Mistrzostwa Anglii Strongman
  - 5. miejsce – Drużynowe Mistrzostwa Świata Par Strongman 2004
- 2006
  - 4. miejsce – Drużynowe Mistrzostwa Świata Par Strongman 2006
- 2008
  - 7. miejsce – Mistrzostwa Wielkiej Brytanii Strongman 2008

## Filmografia
- 1990: Eddy Ellwood − Champion Workout (film dokumentalny)[6][3]
- 1997: Piąty element (The Fifth Element) jako Roy von Bacon
- 2003: When Eagles Strike (aka Operation Balikatan) jako muskularny komandos (sceny usunięte)[7]
- 2019: The Good Guy jako Jacob Jones